# La República (Uruguay)
Pour les articles homonymes, voir La República.
La República est un journal quotidien national édité à Montevideo en Uruguay.
Il a été fondé le 3 mai 1988 par Federico Fasano Mertens (es) qui en est le directeur.